# Xã Cincinnati, Quận Pike, Illinois
Xã Cincinnati (tiếng Anh: Cincinnati Township) là một xã thuộc quận Pike, tiểu bang Illinois, Hoa Kỳ. Năm 2010, dân số của xã này là 31 người.